# 石本龍臣
石本 龍臣（いしもと りゅうしん、1965年7月29日 - ）は、岡山県津山市出身の元プロ野球選手（投手）、元競輪選手。競輪選手としては、現役時代は日本競輪選手会岡山支部所属、ホームバンクは玉野競輪場。日本競輪学校（当時。以下、競輪学校）第60期生。弟子は、同じく広島東洋カープの元投手であった塚本善之。

## 来歴・人物

### プロ野球選手時代
倉吉北高では同期の加藤伸一に次ぐ投手であり、3年次はチームが対外試合禁止のため実績は残せなかったが1983年のプロ野球ドラフト会議で広島東洋カープから5位指名を受け入団。
一軍登板機会がないまま、1985年限りで現役を引退。目の焦点が合わないことがあり、投球に支障をきたすようになっていたためと言われている。
その当時カープで取締役スカウト部長を務めていた木庭教が熱狂的な競輪ファンでもあり、その木庭の友人が佐古雅俊であった。石本は木庭のツテで佐古に師事して競輪選手を目指し、1986年に競輪学校に入学。

### 競輪選手時代
競輪学校を1987年に卒業した後は、同年9月6日の西宮競輪場でデビュー戦を迎えた（5着）。初勝利は同年9月7日の西宮競輪場。
2011年7月22日に広島競輪場第4R・A級チャレンジ選抜で4着となった後に引退を公表。
2011年7月26日、選手登録削除。通算戦績は2112戦370勝。

## 詳細情報

### 年度別投手成績
- 一軍公式戦出場なし

### 背番号
- 60（1984年 - 1985年）